# Мейеровиц, Джоэл
Джоэл Мейеровиц (англ. Joel Meyerowitz; 6 марта 1938) — американский фотограф, получивший известность благодаря использованию цвета в эпоху практики черно-белой фотографии. Также известен как единственный фотограф, получивший официальное разрешение на съёмку последствий теракта 11 сентября 2001 года в Нью-Йорке.

## Биография и творческий метод
Джоэл Мейеровиц родился в Нью-Йорке, Бронкс, в семье родителей из рабочего класса. В 1959 году работал арт-директором в рекламном агентстве, из которого ушёл под влиянием сильного впечатления от фотосессии Роберта Франка в студии компании.
В начале 60-х годов Мейеровиц, совмещая работу строительного надзирателя и первые опыты фотографирования на одолжённую у своего бывшего босса камеру Pentax, становится уличным фотографом. Он знакомится с Гарри Винограндом, чей стиль оказал заметное влияние на его творчество. Мейеровиц проходит обучение у Алексея Бродовича и Ричарда Аведона. Уже в 1965 году он носил с собой две камеры — одну заряженную черно-белой плёнкой, другую цветной, что для того времени было новшеством.
Цветная фотография дает вам возможность учиться и помнить, как все выглядит. Она позволяет вам ощущать всю длину волны спектра и дает вам эмоции, которые, возможно, появились у вас в самом раннем детстве – тепло и "розовость" груди вашей матери, "любящий" коричневый цвет вашего щенка и "дружелюбный" жёлтый цвет вашего пудинга. Цвет всегда является частью опыта. Трава зеленая, а не серая. Плоть цветная, а не серая. Черно-белая фотография – очень ограниченный опыт.
Техника съёмки 1970-80-х годов заложила основу для фотографий, которые Мейеровиц сделал с помощью крупноформатной деревянной камеры в течение девяти месяцев в 2001—2002 годов, фиксируя последствия теракта 11 сентября 2001 года в Нью-Йорке. Отснятые материалы стали основой для книги «Aftermath: World Trade Center Archive» (2006).
Творчество Мейеровица было детально освещено в документальной серии BBC Four «Гений фотографии» (2006), он также является одним из героев документального фильма «В поисках Вивиан Майер» (2013).
Я считаю, что власть кадра заключается в том, что он способен поставить разнородные, не связанные вещи вместе. Этот бизнесмен и эта женщина с пуделем ничего не знают друг о друге. Но в кадре они обретают связь.

## Публикации
- Cape Light: Color Photographs by Joel Meyerowitz.
  - Boston: Museum of Fine Arts, Boston, 1979. ISBN 0-87846-132-9, ISBN 0-87846-131-0.
  - New York: Aperture Foundation|Aperture, 2015. ISBN 978-1-59711-339-7.
- St. Louis and the Arch. New York: New York Graphic Society, 1980. ISBN 0-82121-093-9.
- Wild Flowers. Boston: Bulfinch Press|Bulfinch, 1983. ISBN 0-82121-528-0.
- Creating a Sense of Place. Washington, DC: Smithsonian Institution Press, 1990. ISBN 1560980044.
- Redheads. New York, NY: RCS MediaGroup|Rizzoli, 1991. ISBN 0-84781-419-X.
- Bay/Sky. Boston: Bulfinch, 1993. ISBN 0-82122-037-3.
- At the Water’s Edge. Boston: Bulfinch, 1996. ISBN 0-82122-310-0.
- Aftermath
  - Aftermath. London: Phaidon, 2006. ISBN 0-71484-655-4.
  - Aftermath: World Trade Center Archive. London: Phaidon, 2011. ISBN 0-71486-212-6.
- Between the Dog and the Wolf. Kamakura, Japan: Super Labo, 2013. ISBN 978-4905052616. Edition of 500 copies.
- Joel Meyerowitz — Retrospective. Cologne / New York: Koenig Books / Distributed Art Publishers, 2014. ISBN 978-3-86335-588-3.
- Glimpse. Tokyo: Super Labo, 2014. ISBN 978-4-905052-73-9.
- The Pleasure of Seeing. Conversations with Joel Meyerowitz on Sixty Years in the Life of Photography. Bologna: Damiani Books. ISBN 9788862087933.